# Phthonandria epistygna
Phthonandria epistygna är en fjärilsart som beskrevs av Eugen Wehrli 1941. Phthonandria epistygna ingår i släktet Phthonandria och familjen mätare. Inga underarter finns listade i Catalogue of Life.